# Fossombronia ptycholophylla
Fossombronia ptycholophylla là một loài Rêu trong họ Fossombroniaceae. Loài này được Spruce mô tả khoa học đầu tiên năm 1885.